# Ratpenat pilós pigmeu
El ratpenat pilós pigmeu (Kerivoula minuta) és una espècie de ratpenat de la família dels vespertiliònids que es troba a Tailàndia i Malàisia.